# Zoltán Sebescen
Zoltán Sebescen (Hongaars: Sebestyén Zoltán) (Ehingen, 1 oktober 1975) is een Duits voormalig betaald voetballer van Hongaarse afkomst. Sebescen was een rechtsachter die van 1994 tot 2004 achtereenvolgens voor Stuttgarter Kickers, VfL Wolfsburg en Bayer 04 Leverkusen uitkwam.

## Biografie
Het hoogtepunt uit de loopbaan van Zoltán Sebescen is de finale van de UEFA Champions League met Bayer 04 Leverkusen in 2002, tegen het Spaanse Real Madrid CF. Sebescen, die drie jaar voor Die Werkself uitkwam en er zijn carrière afsloot wegens aanhoudend blessureleed aan de knieën, werd gewisseld voor Ulf Kirsten. Bayer Leverkusen verloor de finale met 1–2. Een memorabele volley van Zinédine Zidane vier minuten voor rust legde de finale in een beslissende plooi.
In februari 2000 debuteerde Sebescen voor het Duits voetbalelftal in de Johan Cruijff Arena tegen Nederland, onder leiding van bondscoach Erich Ribbeck. Hij werd echter dolgedraaid door Boudewijn Zenden en werd daarom bij de rust vervangen. Hij werd achteraf niet meer geselecteerd voor de nationale ploeg.